# Pascal Nerrière
Pascal Nerrière est un footballeur français né le 16 septembre 1962 à Chartres (Eure-et-Loir). Il a été défenseur ou milieu défensif à l'US Valenciennes Anzin.
Pascal Nerrière a disputé un total de 141 matchs en Division 2.

## Carrière de joueur
- 1982-1990 :  US Valenciennes-Anzin
- 1990-1993 :  LB Châteauroux[1]